# シャリンバイ
シャリンバイ（車輪梅、学名：Rhaphiolepis indica var. umbellata、 シノニム：R. umbellata）は、バラ科シャリンバイ属の常緑低木。日本の四国から九州、韓国、台湾までの暖地の海岸近くに自生する。庭木や公園樹として植栽されることも多い。

## 名称
和名のシャリンバイは輪生する葉の配列の様子が車輪のようで、花が梅に似ることに由来する。シャリンバイのなかまの中でも、少し高くなることから、別名でタチシャリンバイともよばれる。沖縄の方言ではテカチ、奄美大島ではテーチ木と呼ぶ。

## 特徴
海岸に生える常緑性の灌木で、高さは2 - 4メートルになる。葉は楕円形で厚く、長さ4 - 10センチメートル 、革質、深緑色でつやがある。縁には浅い鋸歯が出ることもある。多くの場合、枝先に葉が集中する傾向があり、単葉で輪状に互生する。春から初夏にかけて、新しい葉と入れ替わる形で、下の方の古い葉が赤く色づいて落葉する。
花期は5 - 6月。白色で基部は淡紅色を帯び、香気ある5弁の花（両性花）をつける。果実は直径1センチメートル程の球形のナシ状果で、10 - 11月に黒紫色に熟す。
海岸に多く、日向の岩の上などに見られる。

## 用途
海岸に生育し、乾燥や風に強く、刈り込みに耐えて病害虫の問題もない性質から公園などの植栽樹に利用される。たとえば、東京都心の銀座の歩道などにも植えられている。ヨーロッパの都市でも、各地の海岸公園などにしばしば採用されている。
鹿児島県奄美大島の大島紬では、シャリンバイの木（テーチ木；テーチキ）から葉を取り除いて細かく切り、10時間以上煮出した液を染料として用いる。そのタンニンを含む煎汁を染液として絹糸に染着させた後、鉄分を含む泥田の泥水に浸漬してに後媒染する方法で黒褐色になるまで繰り返し染色する。また、乾燥や大気汚染に強いことから道路脇の分離帯などに植栽されたり、艶のある常緑葉が美しく、良く刈り込みに耐えるため庭木として植栽されたりする。
葉が消炎、潰瘍、打撲（外用）に使用される。
材は堅いことから槌等に用いる。

## 分類
変異が多く、いくつかの変種が報告されているが、それらを認めるかどうかには諸説がある。葉が幅広く倒卵形のものをマルバシャリンバイ、幅の狭いものをタチシャリンバイと言うが、これらについては中間型があって区別しがたい。栽培されているものには国外産のものもあるが、それらの種名も判断が難しいようである。また東南アジアからインドに分布するRhaphiolepis indica の変種ともされる場合がある。

### 変種
- シャリンバイ R. indica (L.) Lindl. ex Ker var. umbellata (Thunb.) H.Ohashi[3]
  - ヒメシャリンバイ R. indica (L.) Lindl. ex Ker var. umbellata (Thunb.) H.Ohashi f. minor (Makino) H.Ohashi[16]
- ホソバシャリンバイ（オキナワシャリンバイ） R. indica (L.) Lindl. ex Ker var. liukiuensis (Koidz.) Kitam.[17]
- ヒイランシャリンバイ R. indica (L.) Lindl. ex Ker var. shilanensis Yuen P.Yang et H.Y.Liu[18]
- タカサゴシャリンバイ（シマシャリンバイ） R. indica (L.) Lindl. ex Ker var. tashiroi Hayata[19]
- アミバシャリンバイ R. indica (L.) Lindl. ex Ker Gawl. var. indica f. impressivena (Masam.) S.S.Ying[20]
- セイスイシャリンバイ R. indica (L.) Lindl. ex Ker f. impressivena (Masam.) S.S.Ying
- マルバシャリンバイ R. umbellata var. integerrima - 本州南部から四国、九州、奄美群島に分布する[10]。樹高は1.5 mほどで、葉がやや小さく丸みを帯びる[4]。

## 種の保全状況評価
日本では以下の都道府県で、レッドリストの指定を受けている。
- 絶滅危惧II類（VU） - 福島県
- 準絶滅危惧（NT） - 鳥取県[22]

## 自治体指定の木と花
以下の自治体の木または花の指定を受けている。山形県鶴岡市の「マルバシャリンバイの自生地」が、1956年（昭和31年）11月24日に県指定文化財天然記念物に指定された。
- 奄美市 - 市花[24]（合併前の笠利町、鹿児島県）
- （相川町） - 佐渡市に合併される前に、マルバシャリンバイが町の木の指定を受けていた。（新潟県）
- （鹿島町） - 南相馬市に合併される前に、マルバシャリンバイが町の花の指定を受けていた。（福島県）
- （御前崎町） - 御前崎市に合併される前に、町の花の指定を受けていた。（静岡県）